# Friso av Oranien-Nassau
Friso av Oranien-Nassau, född 25 september 1968 i Utrecht, död 12 augusti 2013 i Haag, var näst äldste son till tidigare drottning Beatrix av Nederländerna och Claus von Amsberg. 
Han var yngre bror till kung Willem-Alexander och äldre bror till prins Constantijn. Prinsen omkom efter att ha skadats i en lavinolycka.

## Biografi
Han föddes som Johan Friso, prins av Nederländerna. Den 24 april 2004 gifte sig Johan Friso med Mabel Wisse Smit (född 1968), och för att få gifta sig med henne var han tvungen att avsäga sig sin prinstitel och sin plats i tronföljden. Anledningen var att det visat sig att Mabel hade haft ett förhållande med den i Nederländerna ökände knarkkungen Klaas Bruinsma, en person som regeringen inte ville att kungahuset skulle bli associerad med. Han fick istället av sin mor titeln Prins av Oranien-Nassau och ändrade även sitt förnamn till enbart Friso.
Prins Friso och hustrun Mabel fick två barn, Luana (född 2005) och Zaria (född 2006).

### Lavinolycka i februari 2012
Prinsen var den 17 februari 2012 med om en lavinolycka i Lech am Arlberg i Österrike. Han hamnade i koma och vårdades sedan på sjukhus i Innsbruck.
Vid en presskonferens den 24 februari meddelade läkarna vid sjukhuset att prinsen legat 25 minuter under snön och fått hjärtmassage i 50 minuter. På grund av det långa hjärtstilleståndet drabbades han av syrebrist med svåra hjärnskador som följd och det bedömdes som osäkert, huruvida prinsen någonsin skulle kunna återfå medvetandet.
1 mars 2012 flyttades prinsen till Wellington Hospital i London, Storbritannien. Under sommaren 2013 flyttades han från London till Haag i Nederländerna. Den 12 augusti 2013 meddelades att han hade avlidit av sina skador.